# Campionati europei di hockey su pista 2014
I Campionati Europei 2014 sono stati la 51ª edizione dei campionati europei di hockey su pista; la manifestazione venne disputata in Spagna a Alcobendas dal 14 al 19 luglio 2014.

La competizione fu organizzata dalla Comité Européen de Rink-Hockey.

Il torneo fu vinto dalla nazionale italiana per la 3ª volta nella sua storia.

## Città ospitanti e impianti sportivi
| CITTÀ      | IMPIANTO                 | CAPIENZA |
| Alcobendas | Pabellón Amaya Valdemoro | ?        |

## Svolgimento del torneo

### Risultati
| Arbitri: | Xavier Jacquart Roland Eggimann |

|                                                             |           |         |
| Bargalló 2 Adroher 2 Gil 1 Barroso 1 Costa 1 Bailu 1 Gual 1 | Marcatori | 2 Hages |

| Arbitri: | Rui Torres Miguel Guilherme |

|                              |           |                                         |
| Kissling 1 Imhof 1 Greimel 1 | Marcatori | 4 Tataranni 1 Motaran 1 Illuzzi 1 Cocco |

| Arbitri: | Oscar Valverde Francisco García |

|                |           |                          |
| Di Benedetto 1 | Marcatori | 1 Viana 1 Alves 1 Rafael |

| Arbitri: | Oscar Valverde Francisco García |

|                             |           |                              |
| L. Karschau 1 K. Karschau 1 | Marcatori | 1 Cocco 1 Motaran 1 Ambrosio |

| Arbitri: | Frank Schäfer Xavier Jacquart |

|  |           |                                             |
|  | Marcatori | 1 Rodrigues 1 Silva 1 Alves 1 Nunes 1 Viana |

| Arbitri: | Alessandro Eccelsi Alessandro Da Prato |

|                                 |           |                  |
| Costa 2 Adroher 2 Gil 2 Bailu 1 | Marcatori | 1 Garcia 1 David |

| Arbitri: | Alessandro Da Prato Frank Schäfer |

|         |           |         |
| Imhof 1 | Marcatori | 2 David |

| Arbitri: | Roland Eggimann Xavier Jacquart |

|                                                                 |           |                       |
| Silva 4 Alves 2 Barreiros 2 Rodrigues 2 Neves 1 Nunes 1 Viana 1 | Marcatori | 2 K. Karschau 1 Hages |

| Arbitri: | Rui Torres Miguel Guilherme |

|         |           |            |
| Costa 2 | Marcatori | 2 Ambrosio |

| Arbitri: | Alessandro Eccelsi Roland Eggimann |

|        |           |                                |
| Roux 1 | Marcatori | 2 K. Karschau 1 Hages 1 Schulz |

| Arbitri: | Oscar Valverde Francisco García |

|                     |           |                    |
| Alves 1 Rodrigues 1 | Marcatori | 2 Cocco 1 Ambrosio |

| Arbitri: | Xavier Jacquart Frank Schäfer |

|         |           |                                                                       |
| Imhof 1 | Marcatori | 3 Gil 2 Gual 2 Bargalló 2 Costa 1 Barroso 1 Adroher 1 Bailu 1 Cancela |

| Arbitri: | Miguel Guilherme Rui Torres |

|                                 |           |                                   |
| Motaran 2 Tataranni 2 Pagnini 1 | Marcatori | Cirilo 1 Florent 1 Di Benedetto 2 |

| Arbitri: | Oscar Valverde Francisco Garcia |

|                      |           |                                                           |
| Matter 1 Kissliing 1 | Marcatori | L. Karschau 2 Milewski 1 K. Karschau 1 Schulz 1 Pereira 1 |

| Arbitri: | Alessandro Da Prato Alessandro Eccelsi |

|                      |           |                                         |
| Gual 1 Costa 1 Gil 4 | Marcatori | Viana 1 Barreiros 2 Silva 1 Rodrigues 2 |

### Classifica
|    | Squadra    | PT | G | V | N | P | GF | GS | Diff. |
| -- | ---------- | -- | - | - | - | - | -- | -- | ----- |
| 1. | Italia     | 13 | 5 | 4 | 1 | 0 | 20 | 13 | +7    |
| 2. | Spagna     | 11 | 5 | 3 | 2 | 0 | 37 | 13 | +24   |
| 3. | Portogallo | 10 | 5 | 3 | 1 | 1 | 29 | 13 | +16   |
| 4. | Germania   | 6  | 5 | 2 | 0 | 3 | 17 | 28 | -11   |
| 5. | Francia    | 3  | 5 | 1 | 0 | 4 | 10 | 20 | -10   |
| 6. | Svizzera   | 0  | 5 | 0 | 0 | 5 | 7  | 33 | -26   |

## Campioni
| Campione d'Europa 2014 |
| ---------------------- |
| Italia 3º titolo       |